# 에이드리언 롤린스
에이드리언 롤린스(Adrian Rawlins, 1958년 3월 27일 ~ )는 잉글랜드의 배우이다. 해리 포터 영화 시리즈에서 제임스 포터 역으로 등장한다.

## 출연 작품
- 다키스트 아워 - 마샬 다우딩 역